# Astragalus chomutowii
Astragalus chomutowii är en ärtväxtart som beskrevs av Boris Fedtjenko. Astragalus chomutowii ingår i släktet vedlar, och familjen ärtväxter. Inga underarter finns listade i Catalogue of Life.